# Karlheinz Rüdisser

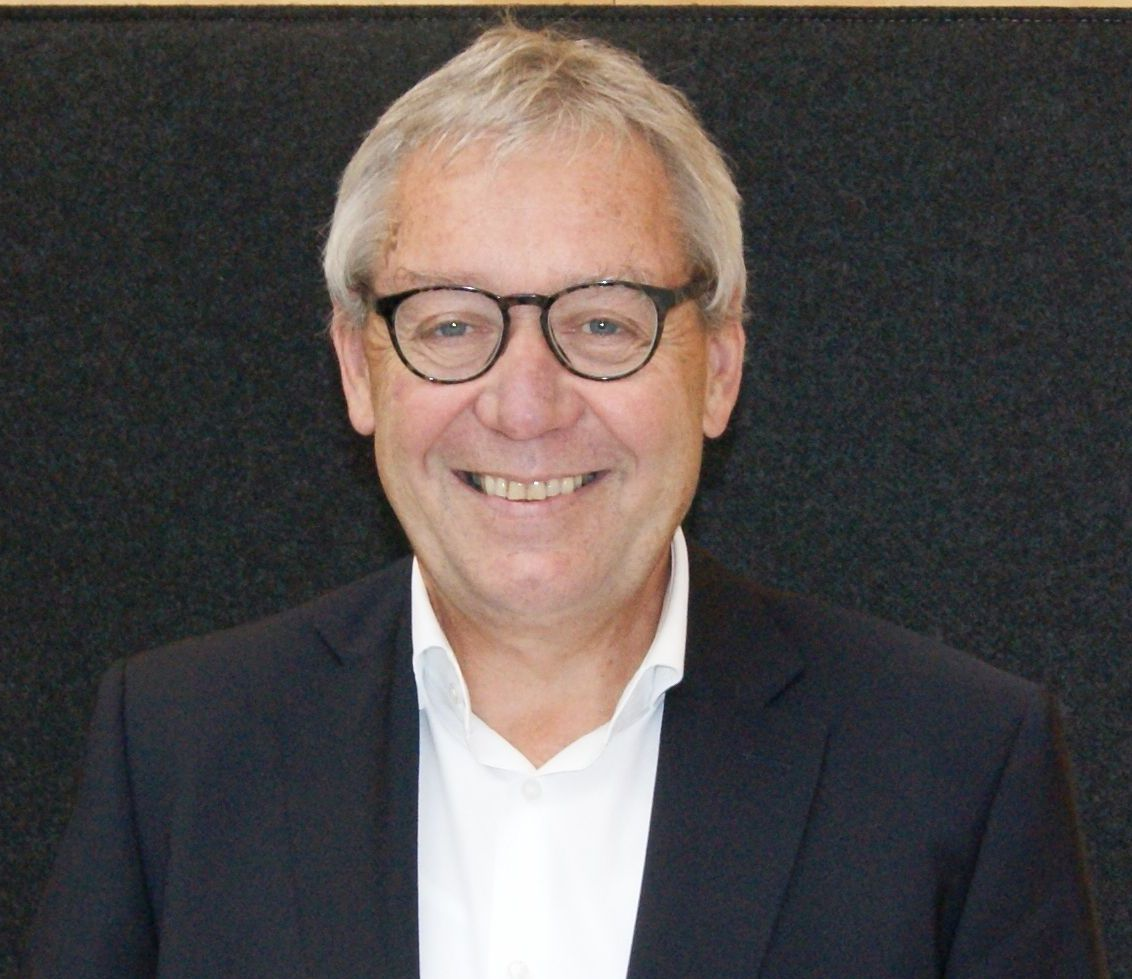
Karlheinz Rüdisser (2018)

Karlheinz Rüdisser (* 25. Februar 1955 in Bregenz) ist ein österreichischer Politiker der Österreichischen Volkspartei (ÖVP), der von 7. Dezember 2011 bis 6. November 2019 Landesstatthalter in der Vorarlberger Landesregierung war.

## Ausbildung und Beruf
Nach Abschluss der Pflichtschule besuchte Rüdisser die Handelsakademie Bregenz, wo er im Jahr 1974 maturierte. Im Anschluss studierte er Handelswissenschaften an der Wirtschaftsuniversität Wien. Seit 1975 ist er Mitglied der katholischen Studentenverbindung K.Ö.H.V. Mercuria Wien im ÖCV. Sein Studium schloss Rüdisser im Jahr 1980 mit dem Magistertitel ab. Noch im selben Jahr trat er in den Dienst der Vorarlberger Landesverwaltung ein und arbeitete in der Wirtschaftsabteilung des Landes Vorarlberg, die er von 1986 bis 2008 leitete. Nebenberuflich unterrichtete Karlheinz Rüdisser von 1980 bis 1985 Betriebswirtschaftslehre an der HLW Marienberg in Bregenz.
Nach dem Ausscheiden aus der aktiven Landespolitik wurde Karlheinz Rüdisser am 21. November 2019 von der Generalversammlung der Vogewosi, des landeseigenen gemeinnützigen Wohnbauträgers, zu dessen Aufsichtsratsvorsitzendem gewählt.

## Politische Karriere
Rüdisser war zunächst ab 1990 Gemeindevertreter und ab 1992 im Gemeindevorstand von Lauterach. Von 1995 bis 2008 war er Vizebürgermeister dieser Gemeinde. 
Am 10. Dezember 2008 wurde er als Nachfolger von Manfred Rein Landesrat in der Vorarlberger Landesregierung. In dieser Funktion war er für die Bereiche allgemeine Wirtschaftsangelegenheiten – insbesondere Wirtschafts- und Verkehrspolitik, Wirtschaftsrecht – insbesondere Gewerbe- und Wasserrecht, Raumplanung und Baurecht, Wohnbauförderung, Verkehrsrecht und Straßenbau zuständig.
Nachdem Landeshauptmann Herbert Sausgruber im Jahr 2011 seinen Rücktritt bekannt gab, wurde dessen bisheriger Stellvertreter, Landesstatthalter Markus Wallner in einer Sondersitzung des Vorarlberger Landtags am 7. Dezember 2011 zum Landeshauptmann gewählt. 
In derselben Sitzung wurde Karlheinz Rüdisser zu Wallners Nachfolger als Landesstatthalter bestimmt, also zum Landeshauptmann-Stellvertreter. Im Vorfeld der Landtagswahl in Vorarlberg 2019 gab Karlheinz Rüdisser schon am 4. Februar 2019 bekannt, bei der Wahl nicht mehr kandidieren und die Landesregierung mit Angelobung der Nachfolgeregierung verlassen zu wollen. Seine Nachfolgerin als Landesstatthalterin wurde Barbara Schöbi-Fink.
Im April 2022 übernahm Rüdisser nach dem Rücktritt von Hans-Peter Metzler interimistisch dessen Amt als Obmann des Vorarlberger Wirtschaftsbundes.

## Privatleben
Rüdisser ist verheiratet und Vater von zwei Söhnen und einer Tochter. Er wohnt mit seiner Frau in Lauterach.